# Jody Linscott
Jody Linscott ist eine US-amerikanische Sessionmusikerin und Percussionistin.
1971 ging Linscott nach England und arbeitete als Reparateurin für Percussion-Instrumente und Schlagzeugzubehör. Ihr Durchbruch gelang ihr mit der Musikgruppe Kokomo, die Linscott als Percussionistin engagierte. Seitdem trat sie mit international erfolgreichen Künstlern wie Eric Clapton, Elton John, Phil Collins, Mike Oldfield, Mark Knopfler, Tom Jones, Pete Townshend und Paul McCartney auf. Seit 1982 wirkte sie auf verschiedenen Livealben und Videokonzerten mit.